# Prognosebericht
Der Prognosebericht ist erweiterter Bestandteil des Lageberichts, welcher von Kapitalgesellschaften (AGs / GmbHs) neben dem Jahresabschluss mit Bilanz, Gewinn- und Verlustrechnung (GuV) und Anhang zu erbringen ist. Zukunftsbezogene Daten haben eine hohe Relevanz für die Erwartungsbildung des Adressaten. Durch den Vergleich der Plan-Werte mit den Ist-Werten können die Kapitalgeber erkennen, inwieweit die Unternehmensleitung ihre Ziele erreicht hat und inwieweit sich Chancen und Risiken am Markt realisieren. Gleichzeitig gibt ein solcher Vergleich im Prognosebericht für die Unternehmensleitung diverse Auskünfte.
Der Prognosebericht selbst ist wie der Nachtragsbericht zwar fakultativ, gewährt dem Gläubiger jedoch den Blick auf eine vervollständigende Abrundung der aus der Bilanz und der GuV ersichtlichen Kennzahlen. Deshalb dient der Prognosebericht letztlich der Transparenz und dem Vertrauen in die Unternehmenskontinuität.
Im Prognosebericht werden die Erwartungen zur voraussichtlichen wirtschaftlichen Entwicklung des Unternehmens festgehalten. Innerhalb eines Mindest-Zeitfensters von zwei Jahren sollen Entwicklungstrends, Markteinbettung und wesentliche Einflüsse, wie interne Investitionsabsichten oder die externe Etablierung von Konkurrenz zu einer Gesamtprognose der Unternehmensentwicklung zusammengeführt werden (DRS 15.85 – Deutsche Rechnungslegungsstandards). Insoweit lassen sich Prognosen abgeben zu den Branchenaussichten und der Ertrags-/Vermögens- und Finanzlage. Deren Ergebnisse werden nach Absolvenz der zukünftigen Geschäftsjahren wiederum Bestandteil des obligatorischen Lageberichts.